# Viking (pneumatici)
Viking è un marchio di pneumatici norvegese, ora di proprietà di Continental AG.
La storia dell'azienda inizia nel 1906, quando Peter Mathias Røwde fonda la A/S Viking Gummivarefabrikk. Nel 1913 la fabbrica fu distrutta da un incendio, quindi Røwde fondò la Askim Gummivarefabrikk il 17 gennaio 1920 ad Askim, come continuazione dell'attività che esisteva prima dell'incendio, producendo galosce per scarpe. A causa dei cambiamenti nella moda, la produzione di galosce fu ridotta verso la fine degli anni '20, mentre aumentò la produzione di calze da neve e scarpe da ginnastica. Gradualmente, Viking ampliò la produzione e iniziò a produrre stivali di gomma, stivali da lavoro, scarpe in pelle, scarpe da caccia e scarpe da calcio.
Negli anni '30 Viking produceva pneumatici per veicoli, pavimenti in gomma, rivestimenti per scale (utilizzati anche nel Palazzo Reale), borse per l'acqua calda, zaini scolastici, guanti, materassini da campeggio ed elastici. Nel 1934, la fabbrica fu rasa al suolo da un incendio e fu quindi costruito un nuovo stabilimento: con 1100 dipendenti, Viking era all'epoca una delle più grandi aziende norvegesi.
Negli anni 70, con una quota di mercato superiore al 50%, Viking era leader del mercato degli pneumatici in Norvegia. Dopo una riorganizzazione nel 1971, l'azienda fu chiamata Viking-Askim.
A metà degli anni '80, Borregaard divenne azionista di maggioranza dell'azienda; il gruppo Viking fu sciolto, e la produzione di pneumatici nel 1984 venne scorporata in un'azienda separata chiamata Viking Dekk e acquisita dalla svedese Gislaved, un produttore di pneumatici svedese, a sua volta controllata dalla società Nivis Tyre.
Tra il 1990 e il 1991, la tedesca Continental acquisì Nivis Tyre e il marchio di pneumatici Viking; a seguito di questa acquisizione, la fabbrica di Askim fu chiusa nel 1991.
Il 2008 vide la prima vendita annuale superiore al milione di pneumatici.